# Палоташ, Иштван
Иштва́н Па́лоташ (венг. Palotás István; 5 марта 1908 или 13 ноября 1907, Будапешт — 1 октября 1987) — венгерский футболист, играл на позиции полузащитника. Участник чемпионата мира 1934 года. По окончании футбольной карьеры неоднократно работал главным тренером «Дебрецена».

## Биография

### Клубная карьера
В течение 10 сезонов Палоташ играл за «Бочкаи», но с этой командой не завоевал никаких титулов. Завершил карьеру игрока в 1940 году.

### Карьера в сборной
Дебютировал за сборную Венгрии 2 июля 1933 года в товарищеском матче со сборной Швеции — Венгрия проиграла матч со счётом 2:5. Палоташ входил в состав сборной Венгрии на чемпионате мира 1934 года, где играл в двух матчах — со сборной Египта (4:2) и со сборной Австрии (1:2). Всего за сборную Венгрии сыграл 8 матчей.

### Тренерская карьера
Неоднократно в разные годы работал главным тренером «Дебрецена».

### Смерть
Скончался 1 октября 1987 года в возрасте 79 лет.